# Vladimir Lalo Nikolić

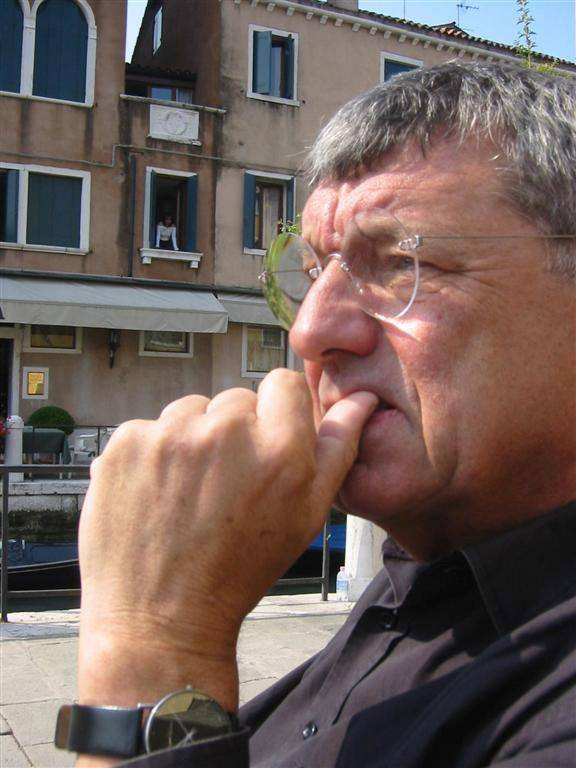
Vladimir Lalo Nikolić, 2017

Vladimir Lalo Nikolić (* 1941 in Zagreb) ist ein kroatisch-deutscher Architekt und Ausstellungsarchitekt.

## Leben und Werk
Nikolić wurde 1941 in Zagreb geboren und studierte von 1960 bis 1965 Architektur an der Universität Zagreb. Er wurde Mitarbeiter im Architekturbüro Schuster in Graz. Ab 1976 leitete er ein eigenes Architektenbüro. Ab 1976 lehrte er als Professor an der Universität Kassel, bevor er als Universitätsprofessor an der RWTH Aachen berufen wurde.
Nikolić plante unter anderem:

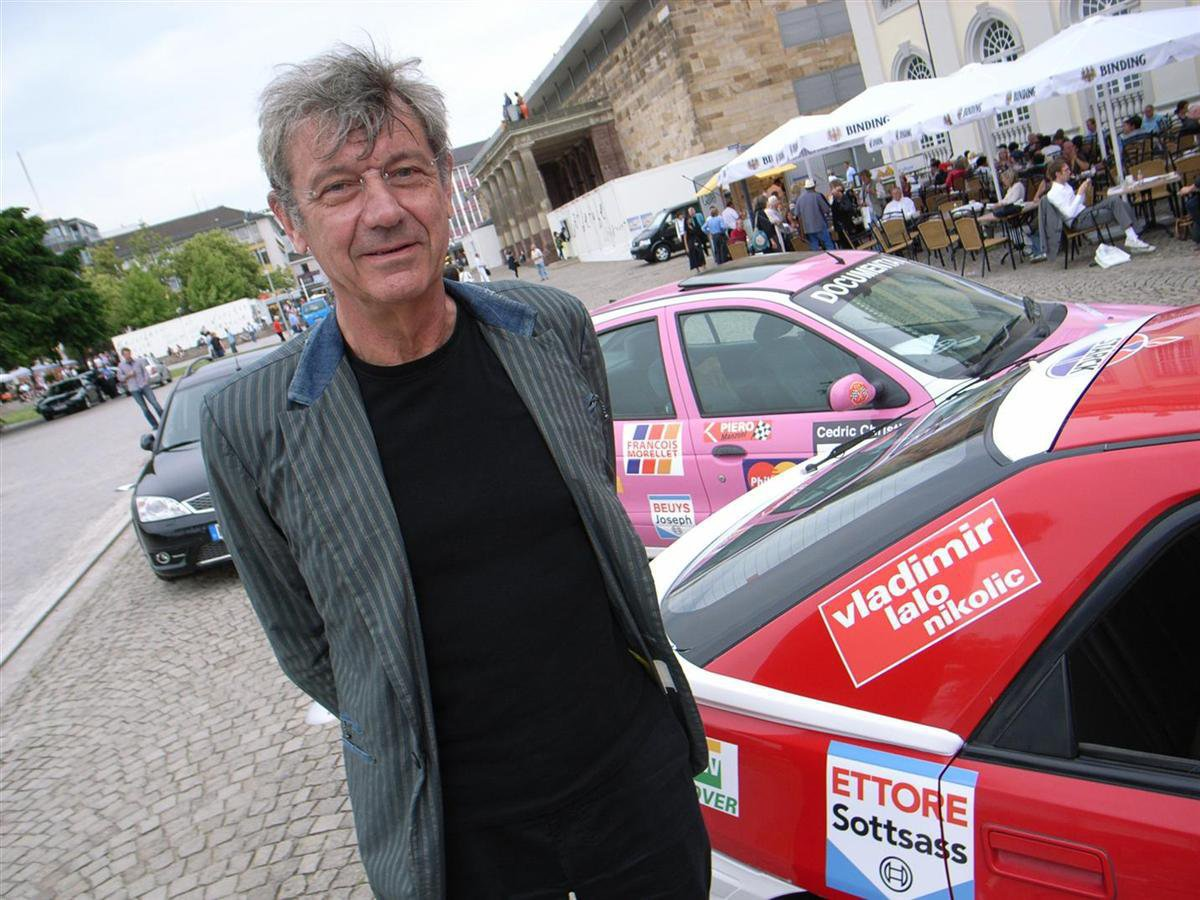
Vladimir Lalo Nikolić bei der dOCUMENTA (13), 2012

- Kollegiengebäude der Universität Stuttgart
- Wohngebäude für die Internationale Bauausstellung in Berlin
- Deutsches Energiezentrum in Essen
- Umweltschutzpavillon zur Bundesgartenschau in Berlin
- Technikgebäude der Universität in Kassel
- Wohnsiedlung in St. Peter in Graz

Vladimir Lalo Nikolić errichtete als Ausstellungsarchitekt der documenta 8 vor den Wänden der Ausstellungssäle aus Rigipsplatten neue Räume in den Räumen, die um drei Grad zur Achse des alten Hauses gedreht waren.
2005 reichten Vladimir Lalo Nikolić, Jörg Rekittke und Kunibert Wachten ein Konzept für die Gestaltung des Picassoplatzes in Münster ein.

## Familie
Er war seit 1966 mit der Fotografin Monika Nikolic (1944–2024) verheiratet.